# Kariganahalli, Alur
Kariganahalli là một làng thuộc tehsil Alur, huyện Hassan, bang Karnataka, Ấn Độ.